# Апостольский нунций в Йемене
Апостольский нунций в Йеменской Республике — дипломатический представитель Святого Престола в Йемене. Данный дипломатический пост занимает церковно-дипломатический представитель Ватикана в ранге посла. Апостольская нунциатура в Йемене была учреждена на постоянной основе 13 октября 1998 года.
В настоящее время Апостольским нунцием в Йемене является архиепископ Кристоф Закхия Эль-Кассис, назначенный Папой Франциском 22 июля 2024 года.

## История
Апостольская нунциатура в Йемене была учреждена на постоянной основе 13 октября 1998 года, папой римским Иоанном Павлом II, отделяя её от апостольской делегатуры на Аравийском полуострове. Однако апостольский нунций не имеет официальной резиденции в Йемене, в его столице Сане и является апостольским нунцием по совместительству, эпизодически навещая страну. Резиденцией апостольского нунция в Йемене до 2020 года являлся Эль-Кувейт — столица Кувейта. С 2020 года по 2024 год пост апостольского нунция в Йемене был вакантен. С 2024 года резиденцией апостольского нунция в Йемене является Абу-Даби — столица Объединённых Арабских Эмиратов.

## Апостольские нунции в Йемене
- Джузеппе Де Андреа — (28 июня 2001 — 27 августа 2005, в отставке);
- Поль-Мунжед эль-Хашем (27 августа 2005 — 2 декабря 2009, в отставке);
- Петар Ражич (27 марта 2010 — 15 июня 2015 — назначен апостольским нунцием в Анголе и Сан-Томе и Принсипи);
- Франсиско Монтесильо Падилья — (30 июля 2016 — 17 апреля 2020 — назначен апостольским нунцием в Гватемале);
- Кристоф Закхия Эль-Кассис — (22 июля 2024 — по настоящее время).